# Funivia IGA Gärten der Welt
La funivia IGA Gärten der Welt (in tedesco IGA-Seilbahn Gärten der Welt) è una cabinovia urbana di Berlino.

## Storia
La cabinovia è stata costruita dall'azienda italiana Leitner in occasione dell'IGA (Esposizione Internazionale di Giardinaggio) 2017, tenutasi a Berlino, ed è stata inaugurata il 13 aprile 2017, alla presenza del Presidente della Repubblica tedesca, Frank-Walter Steinmeier.

## Caratteristiche
| Urban head station |

| Urban station on track |

| Urban End station |

La cabinovia attraversa il parco Erholungspark Marzahn, collegando i due quartieri di Marzahn (fermata Gärten der Welt) e Hellersdorf (fermata Kienbergpark), nella zona est di Berlino.
La tratta, lunga 1,58 km e con una fermata intermedia, viene percorsa in 4 minuti e 25 secondi.